# Lijst van voetbalinterlands Niger - Togo
Deze lijst van voetbalinterlands is een overzicht van alle officiële voetbalwedstrijden tussen de nationale teams van Niger en Togo. De West-Afrikaanse landen speelden tot op heden zeventien keer tegen elkaar. De eerste ontmoeting was een kwalificatiewedstrijd voor de Afrikaanse Spelen 1965 op 29 december 1964 in Lagos (Nigeria). Het laatste duel, een kwalificatiewedstrijd voor het African Championship of Nations 2024, werd gespeeld in Bamako (Mali) op 27 december 2024.

## Wedstrijden
| №  | Plaats     | Datum            | Competitie                                        | Wedstrijd    | Uitslag |
| -- | ---------- | ---------------- | ------------------------------------------------- | ------------ | ------- |
| 1  | Lagos      | 29 december 1964 | Afrikaanse Spelen 1965 kwalificatie               | Niger − Togo | 0 − 2   |
| 2  | Niamey     | 14 december 1980 | WK 1982 kwalificatie                              | Niger − Togo | 0 − 1   |
| 3  | Lomé       | 28 december 1980 | WK 1982 kwalificatie                              | Togo − Niger | 1 − 2   |
| 4  | Accra      | 28 februari 1986 | Vriendschappelijk                                 | Niger − Togo | 3 − 1   |
| 5  | Accra      | 1 maart 1986     | Vriendschappelijk                                 | Togo − Niger | 3 − 1   |
| 6  | Niamey     | 14 augustus 1994 | Vriendschappelijk                                 | Niger − Togo | 0 − 0   |
| 7  | Niamey     | 16 augustus 1994 | Vriendschappelijk                                 | Niger − Togo | 3 − 2   |
| 8  | Lomé       | 29 augustus 2006 | Vriendschappelijk                                 | Togo − Niger | 1 − 1   |
| 9  | Niamey     | 10 augustus 2011 | Vriendschappelijk                                 | Niger − Togo | 3 − 3   |
| 10 | Niamey     | 17 oktober 2015  | African Championship of Nations 2016 kwalificatie | Niger − Togo | 2 − 0   |
| 11 | Lomé       | 25 oktober 2015  | African Championship of Nations 2016 kwalificatie | Togo − Niger | 1 − 1   |
| 12 | Agadir     | 30 augustus 2017 | Vriendschappelijk                                 | Togo − Niger | 2 − 0   |
| 13 | Lomé       | 28 augustus 2022 | African Championship of Nations 2022 kwalificatie | Togo − Niger | 1 − 0   |
| 14 | Cotonou    | 3 september 2022 | African Championship of Nations 2022 kwalificatie | Niger − Togo | 3 − 1   |
| 15 | Mohammedia | 22 maart 2024    | Vriendschappelijk                                 | Niger − Togo | 1 − 2   |
| 16 | Lomé       | 22 december 2024 | African Championship of Nations 2024 kwalificatie | Togo − Niger | 1 − 1   |
| 17 | Bamako     | 27 december 2024 | African Championship of Nations 2024 kwalificatie | Niger − Togo | 0 − 0   |

## Samenvatting
| Competitie                                   | Totaal gespeeld | Winst Niger | Gelijk | Winst Togo | Doelsaldo Niger – Togo |
| -------------------------------------------- | --------------- | ----------- | ------ | ---------- | ---------------------- |
| WK-kwalificatie                              | 2               | 1           | 0      | 1          | 2 − 2                  |
| African Championship of Nations-kwalificatie | 6               | 2           | 3      | 1          | 7 − 4                  |
| Afrikaanse Spelen-kwalificatie               | 1               | 0           | 0      | 1          | 0 − 2                  |
| Vriendschappelijk                            | 8               | 2           | 3      | 3          | 12 − 14                |
| Totaal                                       | 17              | 5           | 6      | 6          | 21 − 22                |

FNF · Nigerees vrouwenelftal
Interlands
Tegenstander:
Algerije ·
Angola ·
Benin ·
Botswana ·
Burkina Faso ·
Burundi ·
Congo-Brazzaville ·
Congo-Kinshasa ·
Djibouti ·
Egypte ·
Equatoriaal-Guinea ·
Ethiopië ·
Gabon ·
Gambia ·
Ghana ·
Guinee ·
Ivoorkust ·
Kaapverdië ·
Kameroen ·
Lesotho ·
Liberia ·
Libië ·
Madagaskar ·
Mali ·
Marokko ·
Mauritanië ·
Mozambique ·
Namibië ·
Nigeria ·
Oeganda ·
Oekraïne ·
Senegal ·
Sierra Leone ·
Soedan ·
Somalië ·
Swaziland ·
Tanzania ·
Togo ·
Tsjaad ·
Tunesië ·
Zambia ·
Zuid-Afrika
FTF · Selecties · Togolees vrouwenelftal
1950 – 1959 · 
1960 – 1969 · 
1970 – 1979 · 
1980 – 1989 · 
1990 – 1999 · 
2000 – 2009 · 
2010 – 2019 ·
2020 − 2029
WK 2006
Algerije ·
Angola ·
Bahrein ·
Benin ·
Botswana ·
Bukina Faso ·
Centraal-Afrikaanse Republiek ·
Chili ·
Comoren ·
Congo-Bazzaville ·
Congo-Kinshasa ·
Denemarken ·
Djibouti ·
Egypte ·
Equatoriaal-Guinea ·
Ethiopië ·
Frankrijk ·
Gabon ·
Gambia ·
Ghana ·
Guinee ·
Guinee-Bissau ·
Iran ·
Ivoorkust ·
Japan ·
Kaapverdië ·
Kameroen ·
Kenia ·
Lesotho ·
Liberia ·
Libië ·
Liechtenstein ·
Luxemburg ·
Madagaskar ·
Malawi ·
Mali ·
Marokko ·
Mauritanië ·
Mauritius ·
Mozambique ·
Namibië ·
Niger ·
Nigeria ·
Oeganda ·
Oman ·
Paraguay ·
Rwanda ·
Sao Tomé en Principe ·
Saoedi-Arabië ·
Senegal ·
Sierra Leone ·
Soedan ·
Swaziland ·
Tsjaad ·
Tunesië ·
Verenigde Arabische Emiraten ·
Zambia ·
Zimbabwe ·
Zuid-Korea ·
Zuid-Soedan ·
Zwitserland
Frankrijk (2006) · 
Zuid-Korea (2006) · 
Zwitserland (2006)